# (4065) Meinel
(4065) Meinel ist ein Asteroid der Flora-Familie des Hauptgürtels, der am 24. September 1960 vom Forscherteam Cornelis Johannes van Houten, Ingrid van Houten-Groeneveld und Tom Gehrels im Rahmen des Palomar-Leiden-Surveys entdeckt wurde. Das Objekt wurde jedoch bereits am 14. August 1953 vom Rainbow Observatorium in der Nähe von Coonabarabran zum ersten Mal gesichtet.
Der Asteroid trägt den Namen des US-amerikanischen Astronomen Aden Baker Meinel.